# Dominique Besnehard
Dominique Besnehard (Bois-Colombes, 5 febbraio 1954) è un attore, produttore cinematografico e produttore televisivo francese.

## Filmografia parziale

### Attore

#### Cinema
- Un sacchetto di biglie (Un sac de billes), regia di Jacques Doillon (1975)
- La drôlesse, regia di Jacques Doillon (1979)
- Vi amo (Je vous aime), regia di Claude Berri (1980)
- Un étrange voyage, regia di Alain Cavalier (1981)
- Legittima difesa (Légitime violence), regia di Serge Leroy (1982)
- Ai nostri amori (À nos amours), regia di Maurice Pialat (1983)
- L'amico sfigato (Marche à l'ombre), regia di Michel Blanc (1984)
- Betty Blue (37°2 le matin), regia di Jean-Jacques Beineix (1986)
- Lui portava i tacchi a spillo (Tenue de soirée), regia di Bertrand Blier (1986)
- L'été en pente douce, regia di Gérard Krawczyk (1987)
- Quattro delitti in allegria (La cité de la peur), regia di Alain Berbérian (1994)
- Il sosia - Che fatica essere se stessi (Grosse fatigue), regia di Michel Blanc (1994)
- Un indiano in città (Un indien dans la ville), regia di Hervé Palud (1994)
- Les grands ducs, regia di Patrice Leconte (1996)
- L'insolente (Beaumarchais l'insolent), regia di Édouard Molinaro (1996)
- Di giorno e di notte (Pédale douce), regia di Gabriel Aghion (1996)
- Didier, regia di Alain Chabat (1997)
- Héroïnes, regia di Gérard Krawczyk (1997)
- Paparazzi, regia di Alain Berbérian (1998)
- Mookie, regia di Hervé Palud (1998)
- Striptease: Attrazione mortale (Franck Spadone), regia di Richard Bean (1999)
- Meilleur espoir féminin, regia di Gérard Jugnot (2000)
- Domani andrà meglio (Ça ira mieux demain), regia di Jeanne Labrune (2000)
- Asterix & Obelix - Missione Cleopatra (Astérix & Obélix : Mission Cléopâtre), regia di Alain Chabat (2002)
- Blanche, regia di Bernie Bonvoisin (2002)
- Una vita nascosta (Laisse tes mains sur mes hanches), regia di Chantal Lauby (2003)
- Les clefs de bagnole, regia di Laurent Baffie (2003)
- RRRrrrr!!!, regia di Alain Chabat (2004)
- Podium, regia di Yann Moix (2004)
- Pédale dure, regia di Gabriel Aghion (2004)
- Le courage d'aimer, regia di Claude Lelouch (2005)
- Mes stars et moi, regia di Laetitia Colombani (2008)
- Musée haut, musée bas, regia di Jean-Michel Ribes (2008)
- La conquête, regia di Xavier Durringer (2011)
- Mince alors!, regia di Charlotte de Turckheim (2012)
- Max, regia di Stéphanie Murat (2012)
- Rompicapo a New York (Casse-tête chinois), regia di Cédric Klapisch (2013)
- La folle histoire de Max et Léon, regia di Jonathan Barré (2016)
- Happy End, regia di Michael Haneke (2017)
- Cyrano mon amour (Edmond), regia di Alexis Michalik (2018)
- Seize printemps, regia di Suzanne Lindon (2020)
- Mon Crime - La colpevole sono io (Mon crime), regia di François Ozon (2023)

#### Televisione
- Il conte di Montecristo (Le Comte de Monte Cristo) - miniserie TV, 4 episodi (1998)
- Balzac: una vita di passioni (Balzac) - film TV (1999)
- I miserabili (Les misérables) - miniserie TV, 4 episodi (2000)
- Aurélien - film TV (2003)
- Chiami il mio agente! (Dix pour cent) - serie TV, 3 episodi (2015-2020)

### Produttore

#### Cinema
- L'età barbarica (L'âge des ténèbres) (2007)
- Musée haut, musée bas (2008)
- Joueuse (2009)
- Avant l'aube (2011)
- Mince alors! (2012)
- J'enrage de son absence (2012)
- Two Mothers (Adoration) (2013)
- Grand départ (2013)
- Brèves de comptoir (2014)
- Je suis un soldat (2015)
- Corps étranger (2016)
- Bonne Pomme - Nessuno è perfetto (Bonne pomme) (2017)
- La caduta dell'impero americano (La chute de l'empire américain) (2018)
- Les éblouis (2019)
- Il materiale emotivo (2021)

#### Televisione
- Huguette - film TV (2019)
- Chiami il mio agente! (Dix pour cent) - serie TV, 24 episodi (2015-2020)
- Ten Percent - serie TV, 8 episodi (2022) - produttore esecutivo
- Meurtres à... - serie TV, 3 episodi (2018-2023)

## Doppiatori italiani
- Marco Mete in Rompicapo a New York
- Bruno Alessandro in Happy End